# Kilmarnock
Kilmarnock (hovorově zkráceně Killie) je město v jižním Skotsku na řece Irvine, je hlavním městem Východního Ayrshire. S necelými padesáti tisíci obyvatel je druhým největším městem tradičního hrabství Ayrshire (hned po Ayru) a patnáctým největším městem Skotska.
Název se odvozuje od svatého Marnocha, který město podle legendy v 7. století založil. Kilmarnock byl nepříliš významným venkovským sídlem až do 19. století, kdy se stal centrem těžkého průmyslu (závody Andrew Barclay Sons & Co.) a výroby koberců. Už v roce 1812 byla otevřena koněspřežná dráha, dopravující uhlí do přístavu Toone. Současné nádraží pochází z roku 1846 a jezdí z něj přímé vlaky do Glasgowa. Také se zde vyráběla slavná whisky Johnnie Walker: tradiční palírna byla v roce 2012 navzdory protestům místních občanů po 192 letech provozu uzavřena. V Kilmarnocku vydal roku 1786 svou první básnickou sbírku Robert Burns. Byla zde založena rocková skupina Biffy Clyro. Absolventy zdejší Kilmarnock Academy jsou dva nositelé Nobelovy ceny: Alexander Fleming a John Boyd Orr. Turistickými atrakcemi města jsou hrad Dean Castle a muzeum Dick Institute. Místní fotbalový klub Kilmarnock FC je pravidelným účastníkem nejvyšší soutěže, v roce 1965 získal mistrovský titul.

## Partnerská města
- Alès, département Gard Francie od roku 1974
- Kulmbach, Německo, 1974
- Herstal, Belgie, 1977
- Joué-lès-Tours, département Indre-et-Loire Francie, 1990
- Santa Coloma de Gramenet, Katalánsko, Španělsko, 1994
- Suchumi, Gruzie